# ローマ級装甲艦
| ローマ級装甲艦     | ローマ級装甲艦 |
| ------------------ | --- |
| 装甲艦「ローマ」   | |
| 艦級概観           | |
| 艦種               | 装甲艦 |
| 艦名               | 地名 |
| 前級               | アフォンダトーレ |
| 次級               | パレストロ級 |
| 性能諸元（竣工時） | |
| 排水量             | 常備：5,814トン 満載：6,259トン |
| 全長               | 79.67m -m（水線長） |
| 全幅               | 17.5m |
| 吃水               | 7.6m |
| 機関               | 形式不明石炭専焼円缶6基 +モーズレイ式一段膨脹型レシプロ機関1基1軸推進                                                                             |
| 最大出力           | 3,670hp |
| 最大速力           | 13.0ノット（機関航行時） |
| 航続距離           | 10ノット/1,940海里 |
| 燃料               | 石炭：580トン |
| 乗員               | 士官：25名 水兵：525名 |
| 兵装               | ローマ 1863年型 25.4cm（-口径）単装砲5基 1862年型 20.3cm（-口径）単装砲12基 8cm（-口径）単装砲4基 ヴェネツィア 1863年型 25.4cm（-口径）単装砲18基 |
| 装甲（鉄製）       | 舷側：150mm 砲郭部：150mm |

ローマ級装甲艦（ローマきゅうそうこうかん、Classe Roma）は、イタリア海軍が建造した装甲艦の艦級で一等装甲蒸気フリゲートに類別された。なお、1番艦は舷側砲門艦だが2番艦は建造期間の遅延に伴って中央砲郭艦に改設計されて外観は異なるがイタリア海軍ではあくまで同クラスと類別した。

## 概要
本級は「プリンチペ・ディ・カリニャーノ級」に引き続き国産装甲艦として自国で建造されたクラスである。建造はジェノヴァのラ・フォーチェ社で一挙に2隻が建造承認され、艦名はイタリア海軍はこの時点で未回収の都市であるローマとヴェネツィアの回復を祈願して2隻に命名した。本級の建造は戦争に伴う原材料の入手困難で1番艦は6年半、2番艦は10年の建造期間を要したが、その間に1866年にヴェネツィアの回復、1871年に首都をローマに戻して悲願を達成した。

## 艦形
本級の船体材料は木材で、その形状は艦首水面下に衝角をもつ平甲板型船体に帆走用の3本のバーク型マストと中央部に伸縮式の1本煙突を持つ当時の一般的な装甲艦の形態である。船体の側面は150mmの厚さの装甲板で水線部ら砲門部まで覆われている。

## 機関
本艦に搭載された主機関は船体中央部の主要防御区画内部に配置した石炭専焼円缶6基にモーズレイ式レシプロ機関1基1軸推進で最大出力3,670馬力で機関航行のみで速力13.0ノットを発揮した。燃料の石炭は580トン搭載された。

## 同型艦
- ローマ（Roma）: ラ・フォーチェ社ジェノヴァ造船所で1863年2月起工、1865年12月18日進水、1869年6月15日竣工。1890年にラ・スペチアの警備艦に類別後、1895年に弾薬倉庫として使用。1896年に火災で大破着底、浮揚後の同年7月28日に除籍後解体処分。
- ヴェネツィア（Venezia）: ラ・フォーチェ社ジェノヴァ造船所で1863年2月起工、1869年1月21日進水、1873年4月1日竣工。水雷学校練習艦に類別、1895年2月24日に除籍後解体処分。

## 参考図書
- 「世界の艦船増刊　イタリア戦艦史」（海人社）
- 「Conway All The World's Fightingships 1860-1905」（Conway）